# Sjoemen (stad)
Sjoemen (Bulgaars: Шумен) is een stad in Bulgarije met ongeveer 75.000 inwoners. Het is een industriestad, gelegen op het Sjoemen-plateau en omringd door drie bergen. Sjoemen is de hoofdplaats van de gelijknamige oblast en de gelijknamige gemeente Sjoemen.
Van 1950 tot 1965 heette de stad Kolarovgrad, vernoemd naar Vasil Kolarov (1877-1950), een uit Sjoemen afkomstig communistisch politicus.
De universiteit van Sjoemen is genoemd naar de middeleeuwse schrijver Constantijn van Preslav (Konstantin Preslavski).

## Geschiedenis

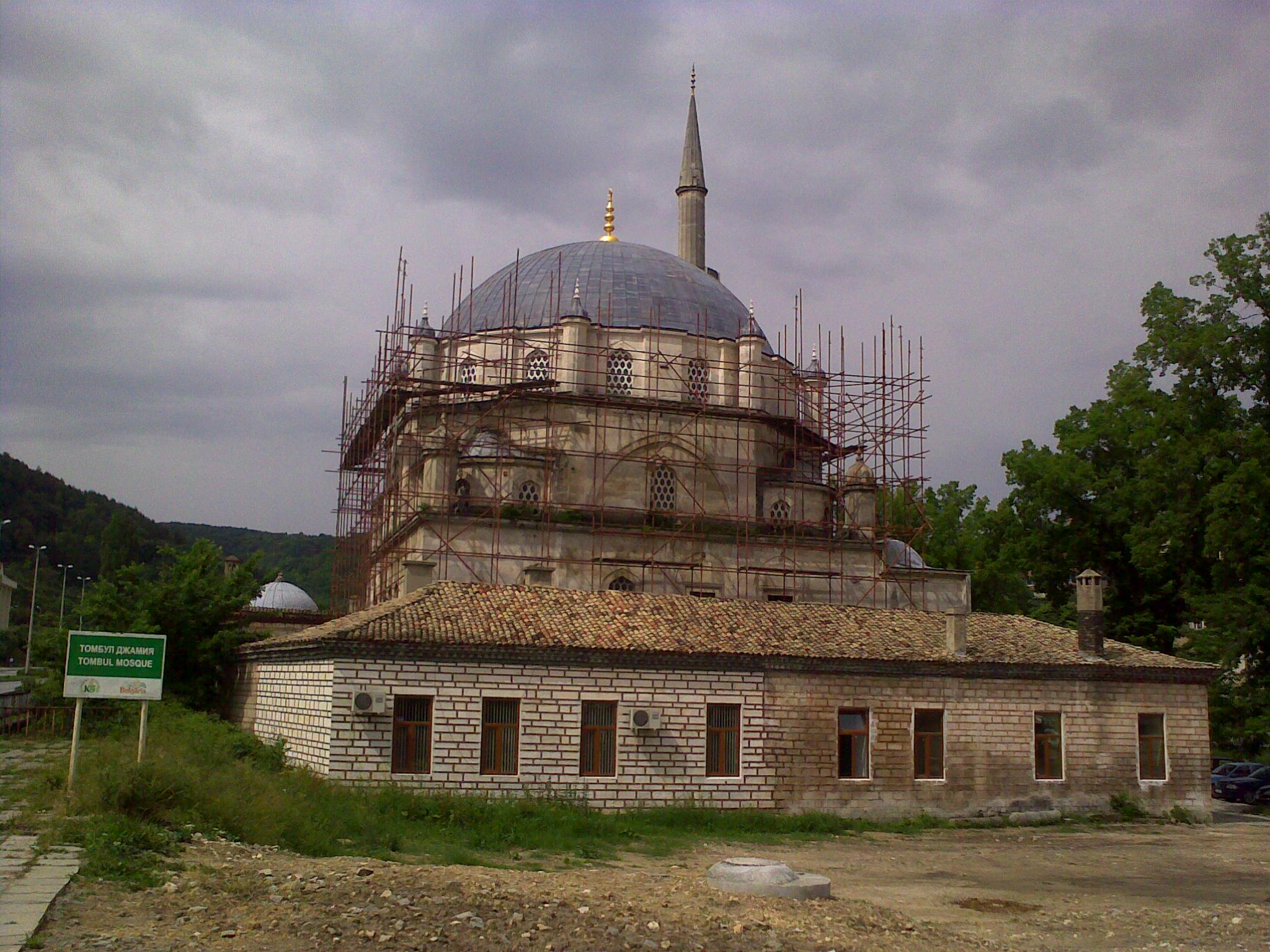
Tomboelmoskee

Het oorspronkelijke Sjoemen lag drie kilometer van de huidige stad vandaan, maar deze vesting werd in 1444 door de Poolse troepen van Wladislaus van Varna ingenomen. De Poolse koning sneuvelde kort daarop bij Varna, waarna de stad door de Turken op haar huidige locatie werd herbouwd. De stad zou tot 1878 Turks blijven. In de Ottomaanse tijd heette de stad Şumla.
Het middeleeuwse centrum van Sjoemen is grotendeels bewaard gebleven. Ook bevindt zich in Sjoemen het grootste moskeecomplex van Bulgarije: deze Tomboelmoskee of moskee van Şerif Halil pasja dateert uit 1744.

## Bevolking
Volgens de eerste officiële volkstelling van het Vorstendom Bulgarije in 1880 had de stad Sjoemen zo'n 23.000 inwoners, waarmee het de derde stad van het land was (alleen Roese en Varna waren groter). Het inwonersaantal vervijfvoudigde in de twintigste eeuw in een rap tempo, vooral vanwege binnenlandse migratie. Sinds de val van het communisme daalt de bevolking van Sjoemen echter langzaam maar gelelidelijk. Op 31 december 2019 telde de stad Sjoemen 75.442 inwoners, terwijl de gemeente Sjoemen in totaal 87.152 inwoners had (verspreid over de stad Sjoemen en 26 aangrenzende dorpen). 
| stad Sjoemen     | 23.093        | 22.225          | 29.878  | 35.750  | 45.897  | 64.902  | 84.775  | 100.050 | 93.390  | 89.214  | 80.855  | 75.442  |
| gemeente Sjoemen | geen gegevens | geen gevegevens | 58.573  | 65.516  | 73.224  | 89.613  | 106.421 | 119.285 | 110.170 | 104.456 | 93.649  | 87.152  |
| oblast Sjoemen   | geen gegevens | geen gevegevens | 208.552 | 219.915 | 222.837 | 243.416 | 253.437 | 254.835 | 220.320 | 204.378 | 180.528 | 172.262 |

In februari 2011 waren 10.412 inwoners jonger dan 15 jaar oud, 58.314 inwoners waren tussen de 15 en 64 jaar oud en 12.309 inwoners waren 65 jaar of ouder. Vooral de bevolking op het platteland is sterk aan het vergrijzen.

#### Bevolkingssamenstelling
Volgens de volkstelling van 2011 vormen etnische Bulgaren de overgrote meerderheid van de bevolking in de stad (82%). Verder woont er een grote gemeenschap van de Bulgaarse Turken (13%) en een relatief kleine gemeenschap van de Roma (3%). De laatstgenoemde twee minderheden leven vooral in dorpen op het platteland, terwijl de Bulgaarse meerderheid vooral in de stad Sjoemen leeft. 
| stad Sjoemen     | 61.584 | 10.029 | 2.165  |
| gemeente Sjoemen | 68.781 | 13.179 | 4.042  |
| oblast Sjoemen   | 99.446 | 50.878 | 13.847 |

#### Religie

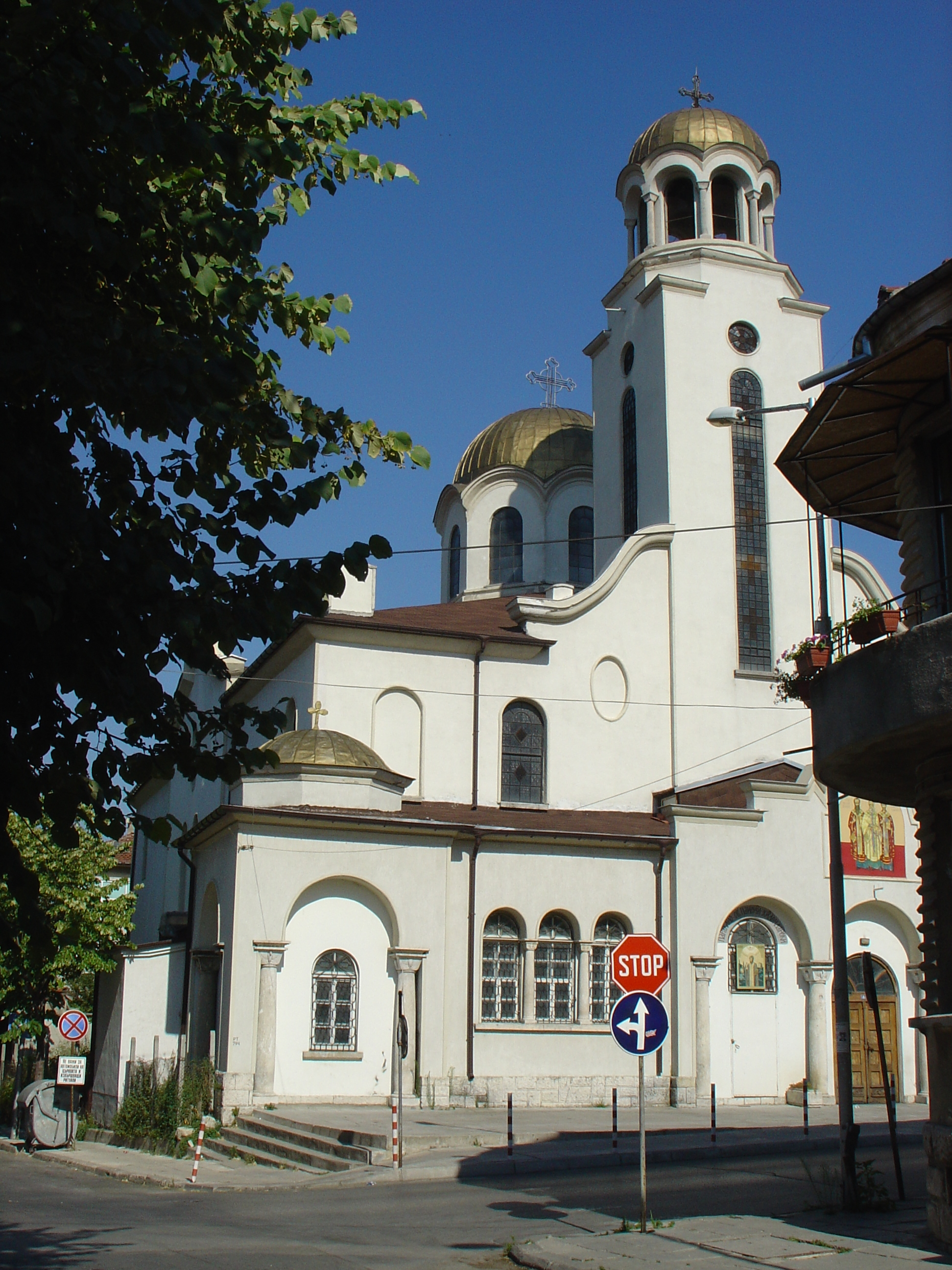
Een kerk in Sjoemen

De vraag naar 'religie' op het censusformulier van 2011 was optioneel. Van de 93.649 inwoners hebben er vervolgens 79.718 gereageerd op de optionele volkstelling. De Bulgaars-Orthodoxe Kerk is de grootste religieuze kerkgenootschap (72,9%), gevolgd door moslims (14,5%) en mensen zonder religie (3,7%).
|                              | Aantal | Percentage (%) | Percentage (%) |
| 93.649                       | Totaal | Respondenten   |                |
| ---------------------------- | ------ | -------------- | -------------- |
| Bulgaars-Orthodoxe Kerk      | 58.127 | 62,06          | 72,92          |
| Katholieke Kerk in Bulgarije | 357    | 0,38           | 0,45           |
| Protestantisme               | 836    | 0,89           | 1,05           |
| Islam                        | 11.557 | 12,34          | 14,50          |
| Overig                       | 197    | 0,21           | 0,25           |
| Onkerkelijk                  | 2.946  | 3,15           | 3,70           |
| Geen antwoord                | 5.698  | 6,08           | 7,15           |
| Onbekend                     | 13.931 | 14,88          | -              |

## Geboren
- Vasil Kolarov (1877-1950), voorzitter Volksrepubliek Bulgarije
- Toni Storaro (1976), zanger
- Aleksandar Aleksandrov (1986), voetballer
- Fiki (1995), zanger

## Partnersteden
- Debrecen (Hongarije)
- Zhengzhou (China)
- Mâcon (Frankrijk)
- Adapazarı (Turkije)
- Podolsk (Rusland)
- Cherson (Oekraïne)